# 威县弥勒经幢
威县弥勒经幢，位于中国河北省邢台市东街，为邢台市威县的一个省级文物保护单位，类型为古建筑，公布时间为1993年7月15日。
威县弥勒经幢的历史年代为宋代。